# Черников Степан Іванович
Степан Іванович Черников (1900 — 1953) — радянський діяч, міністр лісового господарства Української РСР.

## Життєпис
Закінчив Воронезький лісотехнічний інститут.
Член ВКП(б).
У серпні 1937 — березні 1941 року — начальник Київського територіального управління лісоохорони та лісонасаджень.
У березні 1941 — червні 1947 року — уповноважений (начальник) Головлісоохорони та лісонасаджень СРСР при Раді народних комісарів (Раді міністрів) Української РСР.
23 червня 1947 — 27 травня 1949 року — міністр лісового господарства Української РСР.

## Нагороди
- орден Трудового Червоного Прапора (23.01.1948)
- медалі